# Sud-Ouest (region winiarski)

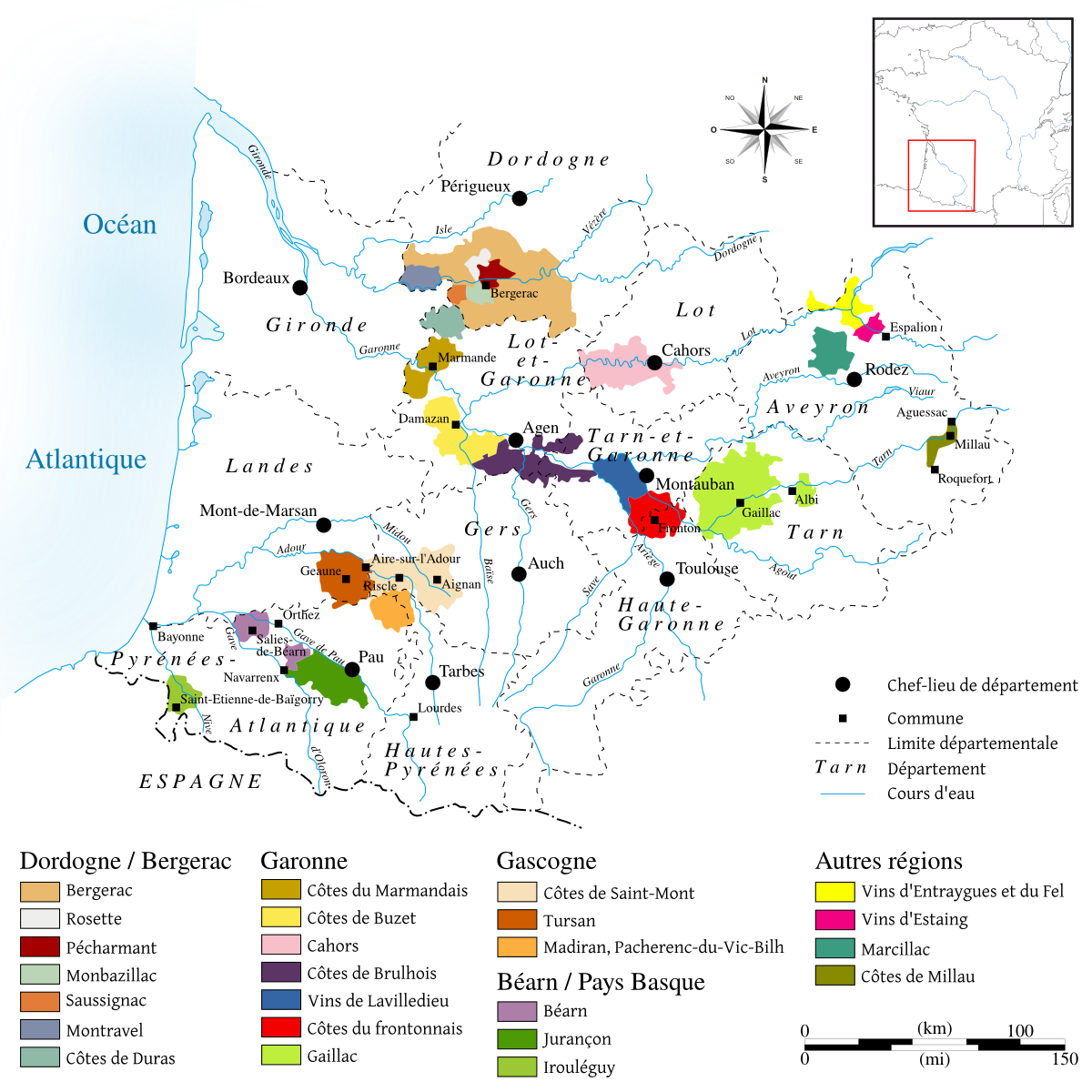
Region winiarski Sud-Ouest i obszar apelacji

Region winiarski Sud-Ouest leży w południowozachodniej Francji. Rozciąga się od południowej Nowej Akwitanii na zachodzie do departamentów Aveyron i Tarn w Oksytanii na wschodzie. Winorośl jest uprawiana na 53 863 hektarach, co daje 7,2% areału upraw winorośli we Francji. Na produkcję regionu składa się 29 apelacji (AOC) oraz 13 obszarów IGP. 

## Apelacje[2]
- region Bergerac
  - Bergerac AOC
  - Côtes-de-bergerac AOC
  - Montravel AOC
  - Haut-Montravel AOC
  - Côtes de Montravel AOC
  - Monbazillac AOC
  - Pécharmant AOC
  - Rosette AOC
  - Saussignac AOC
  - Périgord IGP
- środkowa Garonna
  - Côtes-du-Marmandais AOC
  - Côtes-de-Duras AOC
  - Buzet AOC
  - Thézac-Perricard IGP
  - Brulhois AOC
  - Fronton AOC
  - Lavilledieu IGP
  - Agenais IGP
  - Coteaux-et-terrasses-de-Montauban IGP
  - Saint-Sardos AOC
- południe Masywu Centralnego
  - Cahors AOC
  - Corrèze AOC
  - Coteaux-du-Quercy AOC
  - Coteaux-de-Glanes IGP
  - Entraygues-le-Fel AOC
  - Estaing AOC
  - Gaillac AOC
  - Gaillac-premières-côtes AOC
  - Côtes du Tarn IGP
  - Côtes du Lot IGP
  - Côtes de Millau AOC
  - Marcillac AOC
- przedgórze Pirenejów
  - Armagnac AOC
  - Ariège IGP
  - Floc-de-gascogne
  - Saint-Mont AOC
  - Madiran AOC
  - Pacherenc du Vic-Bilh AOC
  - Côtes-de-Gascogne IGP
  - Gers IGP
  - Béarn AOC
  - Tursan AOC
  - Jurançon AOC
  - Bigorre IGP
  - Coteaux-de-Chalosse IGP
  - Landes IGP
  - Irouléguy AOC